# Ордоньес, Кристиан
Кристиан Науэль Ордоньес (исп. Christian Nahuel Ordóñez; род. 24 июля 2004, Морено, Буэнос-Айрес) — аргентинский футболист, полузащитник клуба «Велес Сарсфилд».

## Клубная карьера
Ордоньес — воспитанник клуба «Велес Сарсфилд». 31 января 2023 года в матче против «Химнасия Ла-Плата» он дебютировал в аргентинской Примере. 7 августа 2024 года в поединке Кубка Аргентины против «Сан-Лоренсо» Кристиан забил свой первый гол за «Велес Сарсфилд». В том же году игрок помог клубу выиграть чемпионат.

## Достижения
Клубные
 «Велес Сарсфилд»
- Победитель аргентинской Примеры — 2024